# 제이슨 그라에
제이슨 그라에(Jason Graae, 1958년 5월 15일 ~ )는 미국의 배우, 텔레비전 배우이다.
시카고에서 태어났다.

## 영화
- 더 어웨이크닝 오브 스프링 (2008년)
- 춤추는 꿈틀이 밴드 (2008년)
- 카우 삼총사 (2004년)
- 제페토 (2000년)
- 해저드 마을의 듀크 가족 - 헐리웃 소동 (2000년)